# Васил Бекяров
Васил Бекяров е български хайдутин и революционер, деец на Вътрешната македоно-одринска революционна организация.

## Биография
Васил Бекяров е роден в костурското село Желево, тогава в Османската империя. Той е натоварен със събирането на подписи за отваряне на българско училище в селото, но след гръцка интрига идеята се проваля. След 1897 година се присъединява към харамийската чета на Коте Христов. Четата се състои още от Лазар Чолаков и Насо Йорлев от Апоскеп, Нако от Шестеово, Лечо Настев от Церово и Спиро Преспанчето от Ръмби. Заедно убиват турския злосторник Касъм бег. През 1903 година участва със своя чета в Илинденско-Преображенското въстание, а негов четник е Пандо Пеев.
Неговият родственик Филе Бекяров е деец на „Охрана“ в Желево по време на Втората световна война.